# 스투키

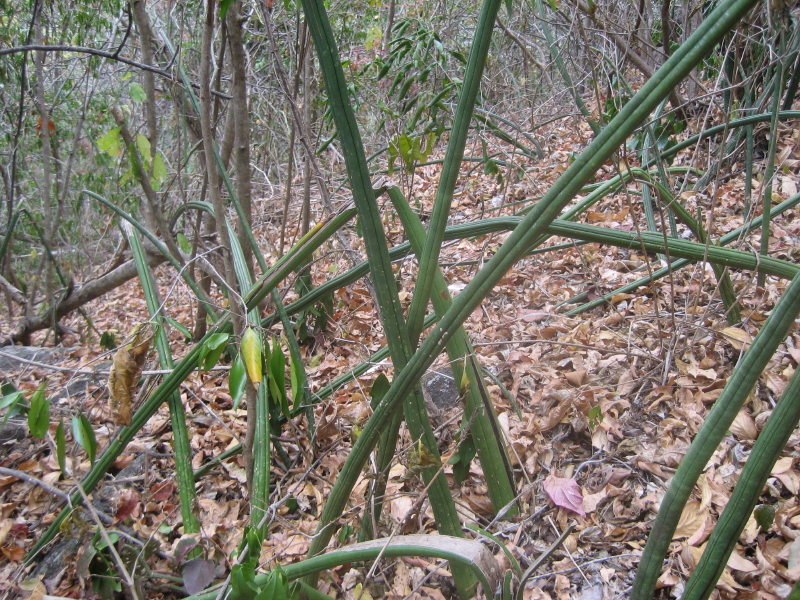
스투키.

스투키(Sansevieria stuckyi 또는 Diocletian's spear)는 적도 아프리카에 자생하는 놀리나아과 식물의 다육 식물의 하나로, 경작이 쉬운 편이다.

## 동명
동명은 다음과 같다.
- Acyntha stuckyi (God.-Leb.) Chiov.
- Sansevieria andradae God.-Leb. ex Gérôme

## 개요
스투키는 일련의 짧고 잎차례가 있는 줄기로 이루어져 있으며, 식물의 땅속줄기와 더불어 각 줄기는 하나의 잎이나 여러 잎을 낸다.

## 경작
스투키는 경작이 매우 쉬운 편이며 그늘, 열, 건조한 환경을 잘 견뎌내며 거의 모든 환경에서 잘 자란다. 토양,빛세기, 물의 양에 관계 없이 번성한다. 물을 많이 주지 않은 상태에서도 따뜻한 환경과 추운 환경을 날 수 있다.